# Musik till Frälsningsarméns sångbok (1930)
Musik till Frälsningsarméns sångbok 1930 är ett supplement till Musik till Frälsningsarméns sångbok 1907 för de sånger som tillkommit i den nya Frälsningsarméns sångbok 1929 som i sin tur ersatte Frälsningsarméns sångbok 1897. 
Musikboken är arrangerad för att kunna användas till blandad kör, orgel eller piano och som enligt försättsbladet "Innehåller 257 sånger, vilka återfinnas i den nya sångboken. Dessa sånger ingå icke i den förut utgivna musikboken."
Numreringen i boken börjar på nr. 1 och slutar på nr. 589 men vissa nummer är överhoppade och det kan tyda på att enbart de sånger som inte fanns med i föregående Musikbok är med här med samma nummer som i FA:s sångbok 1929.

## Sånger
```
1 
Den hand som blev naglad

4 
Det är ett fast ord

5 
Då solen sjönk i västerled

8 
Fruktar och tvivlar du ännu

9 
Guds Son från himlen kom hit ned

11 
Här en källa går fram

12 
Här en källa rinner

13 
Ifrån Guds tron, så skinande klar

15 
Jag vet en port som öppen står

17 
Låt mig sjunga om för din sorgsna själ

27 
Så älskade Gud världen all

29 
Vem kan läka hjärtesåren

32 
Öppen står Guds milda fadersfamn

36 
Du banar dig väg genom livet

37 
Ej långt, ej långt från Guds rike

39 
Ett ljus bröt fram i mörkret

41 
Har du mod att följa Jesus

42 
I den sena midnattsstunden

53 
Sorgen kan ej frälsa

58 
Vänd om, o, vänd om

59 
Bröllopet tillrett står

60 
Den store läkaren är här

63 
En blick på den korsfäste livet dig ger

71 
I dag finns nåd, mer värd än guld

75 
Jag vet en källa, som djup och klar

77 
Kom, du arma själ, som lider

78 
Kommen till mig, I trötta

80 
Kom, o, kom, du betyngda själ

81 
Kom till din Gud med all din suckan

85 
Lämna dig helt åt Jesus

86 
Medan allting ler och blommar

94 
Sorgsna själ, eho du är

96 
Till Herrens maning säg ej nej

97 
Trötte vandringsman, o, lyssna

101 
Än finnes rum för din arma själ

102 
Än finns det rum!

104 
Är du trött av livets hårda strider

108 
Då faror hota här på din stig

111 
Fullkomlig frid i tillit till min Jesus

113 
Försoningsnåd mitt liv har köpt

114 
Golgata källa renar

120 
Hjärtan är det världen kräver

122 
Jag behöver dig, o Jesus, dig som har mig återlöst

123 
Jag en stämma hör

128 
Mitt i all min egen strävan

131 
O, hur skönt att som Elia stå för Jehova, vår Gud

134 
Skurar av nåd skola falla

135 
Säg finns en ström, som helt från synden renar

139 
Vill du från syndernas börda bli fri

142 
Att vila vid din sidas sår

145 
Dyre Jesus, o, jag längtar

151 
Guds rena lamm, jag flyr till dig

152 
Helge Ande, kom från himlen

153 
Herre, med kraft ifrån höjden bekläd mig

158 
Jesus kär, gå ej förbi mig

163 
Kom, dyre Jesus, till mig ned

164 
Kom, o, helge Ande, kom

169 
Medan kärleken från korset talar

172 
Min tro ser upp till dig

179 
Sänd, Gud, din helge And’ ned över mig

180 
Trött jag vill digna

182 
Allt för dig jag nu omtalar

186 
Dyre Jesus, till mig skåda

187 
Ett med min Gud

194 
Jag giver mitt allt åt Jesus

199 
Jesus, du som dig utgivit

204 
Just som jag är, så blott och bar

212 
Tag mitt liv och helga mig

213 
Tala till mig, o Herre

217 
Alla Herrens vägar äro godhet, sanning, trofasthet

218 
Alla tvivel bär till Jesus

219 
Allenast i tro till Gud min själ är stilla

220 
Bida blott, bida blott

221 
Bida blott! Din Herre ej dig glömma skall

222 
Bland syndens rev en gång jag drev

224 
Blott en dag

229 
Den som halp mig ur min nöd

230 
De stråla underskönt från himlafaderns hus

232 
Din närhet salighet mig bringar

234 
Du är mig när var dag, var stund som flyr

235 
Du är min klippa, dyraste Jesus

239 
En gång på korset för mig Jesus dog

240 
En liten stund med Jesus

243 
Ett fattigt, vilset barn vid nådens port

245 
Fordom trodde jag mig äga liv i Jesus

246 
Fram över våg som brusar

248 
Fröjd, frid och hopp

250 
Fyll jorden med lovsång

253 
Glad som fågeln på sin gren i lunden

254 
Gud ske lov, min vän han blivit

257 
Guds namn är ett fäste

258 
Guds nåd är ny idag

260 
Han älskar mig, o, sjung det ut

261 
Hela vägen genom livet

263 
Herren, vår Gud, är en konung

264 
Himmelsk glädje kan du äga

265 
Himmelsk glädje och musik

266 
Hur ljuvt det namnet Jesus är

267 
Hur underlig är du i allt vad du gör

268 
Härligt strålar Guds eviga ljus

269 
Härlig är jorden

272 
Ingen lik Jesus i fröjd och smärta

277 
Jag har hört om en Frälsare

283 
Jag lyfter mina ögon upp till bergen

285 
Jag seglar fram över livets hav

286 
Jag sjunger halleluja

287 
Jag var en slav i många år

289 
Jag är pilgrim, jag är främling

290 
Jesu rika kärlek

291 
Jesus allena mitt hjärta skall äga

292 
Jesus, bär mig, herde god

293 
Jesus, det skönaste

296 
Jesusnamnet härligt klingar

299 
Jubla nu, mitt sälla hjärta

302 
Känner du ibland ditt hjärta tyngt av oro

303 
Kärlek från vår Gud

304 
Ljuvlig viloplats jag har invid Jesu hjärta

305 
Ljuvt är det löftet: Jag dig ej förgäter

306 
Lyft dig, min själ, mot Nebos höjder

310 
Låt vårt budskap ljuda

311 
Löftena kunna ej svika

317 
Min herde Herren är

319 
Min själ är nu förenad med Kristus

321 
Min sång skall bli om Jesus

324 
Må jord och himmel all

326 
Nu är jag nöjd och glader

327 
Nu är syndens boja krossad

328 
När en syndare vänder om

329 
När Guds nådessolsken lyser in

330 
O, du som reser mot himlens land

331 
O Herre, till vem skulle vi då gå hän

333 
O, jag ser min Faders hand i naturens under

334 
O, jag vet ej en vän lik Jesus

335 
O Jesus, din kärlek

337 
Om jag ägde allt men icke Jesus

338 
Oroliga, fruktande hjärta

339 
O, store Gud

340 
O, säg mig om och om igen

341 
O, tänk, när bojan ligger krossad

348 
Stige högt mot himlen

349 
Striden här nere ej evig skall vara

350 
Stundom bekymrens stora mängd tynger mig maktlös ner

352 
Svaga hjärta, varför skälver du

353 
Säg mig den gamla sanning

355 
Tag det namnet Jesus med dig som ett skydd i farlig tid

356 
Tryggare kan ingen vara

358 
Tyst, var stilla

359 
Tågen fram utan rast

361 
Vad dig möter, vad dig händer

363 
Vem är denne som ibland oss går

364 
Vid Jesu hjärta, där är lugnt

367 
Vår store Gud gör stora under

369 
Ära vare Jesus som utgöt sitt blod

370 
Är det sant att Jesus är min broder

371 
Är du glad, av hjärtat nöjd

372 
Är Jesus när, då mitt hjärta är

374 
Använd de tillfällen Herren dig giver

376 
Blott ett liv att leva – Lev det för din Gud

379 
Framåt! Så ljuder vårt fältrop idag

382 
För Gud och för hans frälsningshär

384 
Härligt strålar Faderns kärlek

385 
I en värld där sorger, möda, smärta bo

392 
Samla dem in, ty det än finns rum

398 
Sverige för Gud!

401 
Under helga fanans rand

413 
Guds kämpe, håll ut, till dess seger du får

434 
Till frälsningssoldat är jag kallad

437 
Tänk, vilken underbar nåd av Gud

440 
Vi bekymras, men vi giva oss ej över

442 
Vi sått vårt säde i tro på Gud

449 
Buren högt av nådens vind

450 
De komma från öst och väst

451 
Det finns ett bättre land invid Guds högra hand

452 
Det finns ett hem

454 
Det ringer i hemmets klockor klart

458 
En morgon utan synd jag vakna får

459 
Evighetens morgon klar en gång skall gry

462 
Hur dyster över ödslig hed var färden

463 
Hur ljuvlig mången gång

464 
Härliga land där uppe i det höga

465 
I djupet av mitt hjärta

467 
Jag har ett hem långt bortom livets öcken

468 
Jag ofta läst om det himmelska hem

471 
Jag vill sjunga en sång om det härliga land

472 
Jag är en gäst och främling

474 
Jerusalem, Jerusalem, som ovantill är byggt

476 
Med min lampa tänd jag väntar glädjebudet höra få

477 
Nattens skuggor sakta vika

479 
När jag har utkämpat striden en gång

484 
O, jag vet ett härligt land

485 
O, jag vet ett land, där Herren Gud har berett en stad

486 
O Jerusalem, du gyllne, underbara stad

487 
På Sions berg där står ett slaktat lamm

488 
Se, mot aftonen det lider

489 
Sjung om Jesu underbara kärlek

491 
Städse på Sion jag tänker

495 
Till härlighetens höjder i tron jag ställt min färd

496 
Uti Herrens Eden sköna

497 
Vid basunens ljud

498 
Vilka äro dessa, som i himlens land

499 
Vill du möta mig därhemma

500 
Vi tala om sällhetens land

504 
Låt mig börja med dig

505 
O, världars Gud

506 
Vi plöja och vi utså vår säd i alla land

507 
Den stunden i Getsemane

510 
Han på korset, han allena är min fröjd

516 
O huvud, blodigt, sårat

521 
Vilken kärlek underbar

523 
Han lever! O min ande, känn

524 
Hälsen med jubel det budskap, oss hunnit

525 
Kristus är uppstånden, fröjda dig, min själ

528 
O, vad fröjd, han lever, vår Immanuel

529 
Vad härlig änglahälsning

530 
Vad ljus över griften

531 
Till härlighetens land igen

532 
När pingstens dag begynte gry

533 
O, sprid det glada bud

534 
Bereden väg för Herran

535 
Det är en ros utsprungen

536 
Då några herdar höllo vakt

537 
Gå, Sion, din konung att möta

538 
Hosianna, Davids son

540 
När juldagsmorgon glimmar

541 
O du saliga, o du heliga

542 
Se, löftesstjärnan står i öster

544 
Din klara sol går åter opp

547 
O Gud, välsigna dessa två

549 
Bort ifrån skuggors land

553 
Uppå härlighetens höjder

555 
De frälstas syskonband

558 
Din spira, Jesus, sträckes ut

561 
Det blir något i himlen

562 
Gud som haver barnen kär

563 
Gud vill mig ha till ett solsken

565 
När han kommer

567 
Till Guds himmel det vandrar ett skimrande tåg

568 
Blott en gång jag lever

569 
Kan du giva ditt hjärta för tidigt åt Gud

570 
O, du sköna ungdomstid

571 
O, hur skönt i livets vår att få älska Gud

572 
O, hur stort att tro på Jesus uti unga år

573 
Ringa vattendroppar, ringa korn av sand

574 
Ungdom i livets vår

575 
Ungdom i världen. Sov ej din nådatid

576 
Bevara, Gud, vårt fosterland

577 
Ack, Herre Jesus, hör min röst

578 
Allena Gud i himmelrik

579 
Bred dina vida vingar

584 
Höga majestät

589 
Så tag nu mina händer
```